# Нежелательная беременность
Нежелательная беременность (незапланированная беременность, несвоевременная беременность) — беременность, которая может быть несвоевременной или вовсе нежеланной. Основная причина в сексуальной активности без эффективных средств контрацепции по собственному выбору или по принуждению партнёра.
Статистические данные показывают, что около 45 % всех беременностей в мире являются нежелательными, хотя, согласно данным Всемирной организации здравоохранения (ВОЗ), этот процент может варьироваться в разных географических регионах и социально-демографических группах. Нежелательная беременность является одной из основных причин искусственных абортов, что также является серьёзной проблемой для женского здоровья.
Нежелательная беременность имеет множество негативных последствий для здоровья как матери, так и ребёнка. Женщины, столкнувшиеся с нежелательной беременностью, часто сталкиваются с проблемами, такими как неполноценное питание, болезни, насилие или жестокое обращение со стороны партнера, недостаток заботы и даже риск смерти.
Забота о предотвращении нежелательной беременности является важной задачей для общества. Образование, доступ к надежным методам контрацепции, поддержка женщин и пропаганда согласия — это основные моменты, которые способствуют снижению числа нежелательных беременностей и улучшению здоровья женщин в целом.

## Причины
Основная причина нежелательной беременности в неиспользовании эффективных средств контрацепции или неправильное их использование. Также нежелательная беременность может возникать и при правильном использовании контрацепции, но гораздо реже, примерно 5 % от всех нежелательных беременностей.

## Определение
Исследования распространённости нежелательных беременностей является сложной задачей из-за того, что классификация на желаемую, запланированную или нежеланную, незапланированную не передаёт в полной мере отношения и чувства человека или пары к беременности или к планам на неё. Нежелательная беременность определяется как беременность. которую не желала сейчас, но хотела в будущем (желала позже), или беременность нежелательная в принципе (нежеланная). Большинство исследований учитывают только намерения женщины, но некоторые также учитывают и намерения партнёра.